# 朱塞佩·瓜爾內里
朱塞佩·瓜爾內里（Bartolomeo Giuseppe，1698年8月21日—1744年10月17日），別稱"del Gesù" Guarneri（/ɡwɑːrˈnɛəri/），是一位來自義大利克雷莫納瓜爾內里家族的製琴師。在樂器的尊重和尊崇方面，他可以與安東尼奧·斯特拉迪瓦里（Antonio Stradivari）相媲美。對於許多傑出的演奏家和收藏家來說，他製作的樂器是最有吸引力的。瓜爾內里製造的樂器通常被稱為Del Gesùs。
他製作的樂器與家族傳統樂器有很大不同，擁有獨特的風格。它們被認為在品質上與斯特拉迪瓦里的樂器同一等級，甚至一些人聲稱他製作的樂器比斯特拉迪瓦里更優秀。瓜爾內里的小提琴通常比斯特拉迪瓦里的小提琴具有更暗沉、更強勁、更響亮的音色。瓜爾內里製作的樂器僅存不到200件，都是小提琴，儘管有一把帶有他父親的記號、日期為1731年的大提琴似乎是由朱塞佩·瓜爾內里製作的。

## 生平
1698年，朱塞佩·瓜爾內里出生於克雷莫納，是偉大製琴師朱塞佩·喬瓦尼·巴蒂斯塔·瓜爾內里（Giuseppe Giovanni Battista Guarneri）的兒子，彼得羅‧瓜爾內里（Pietro Guarneri）的弟弟。

## 紀念
小行星19185被命名為瓜爾內里。